# Fontaine de la place Victor-Hugo

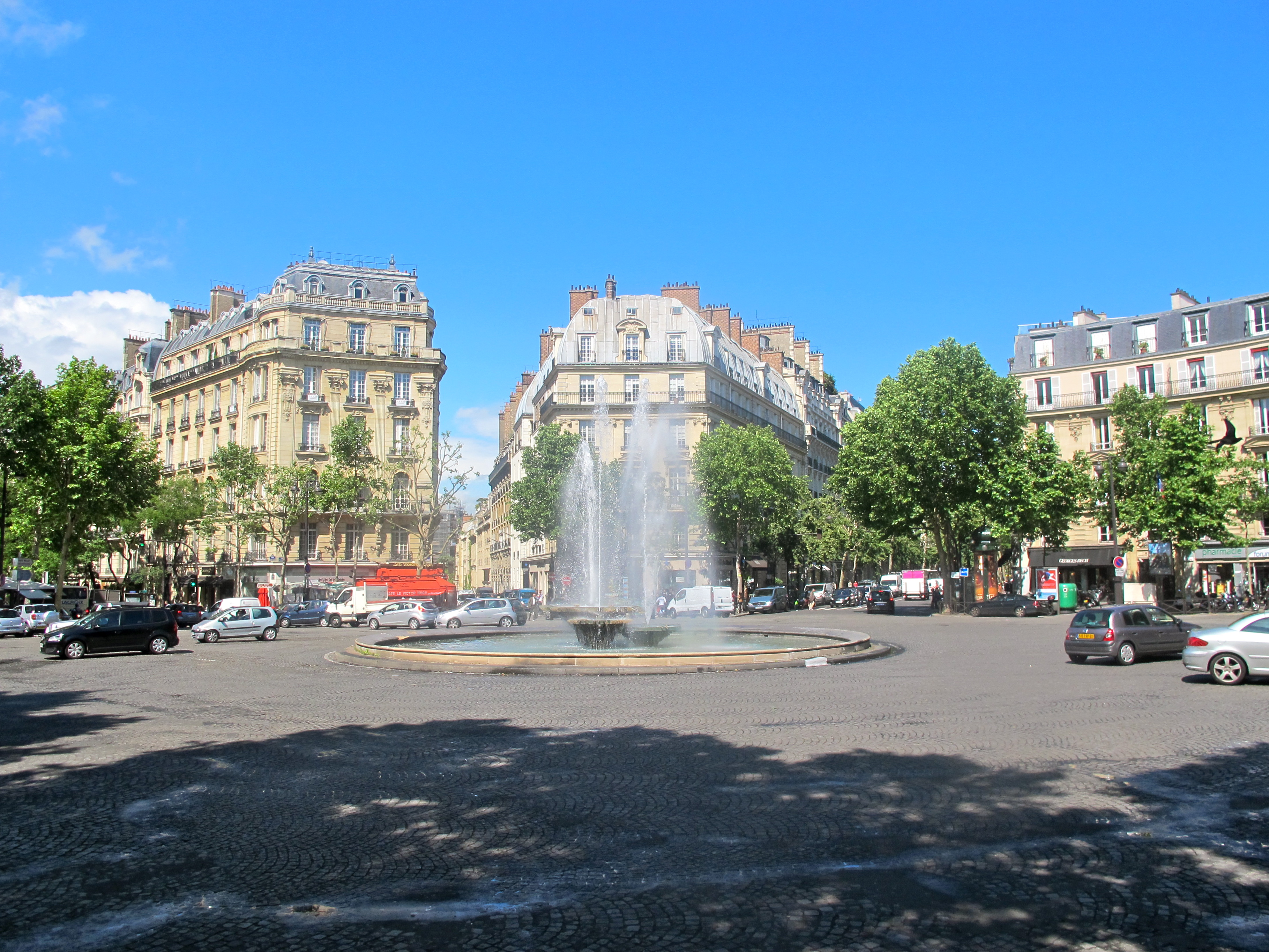
La fontaine en juin 2012.

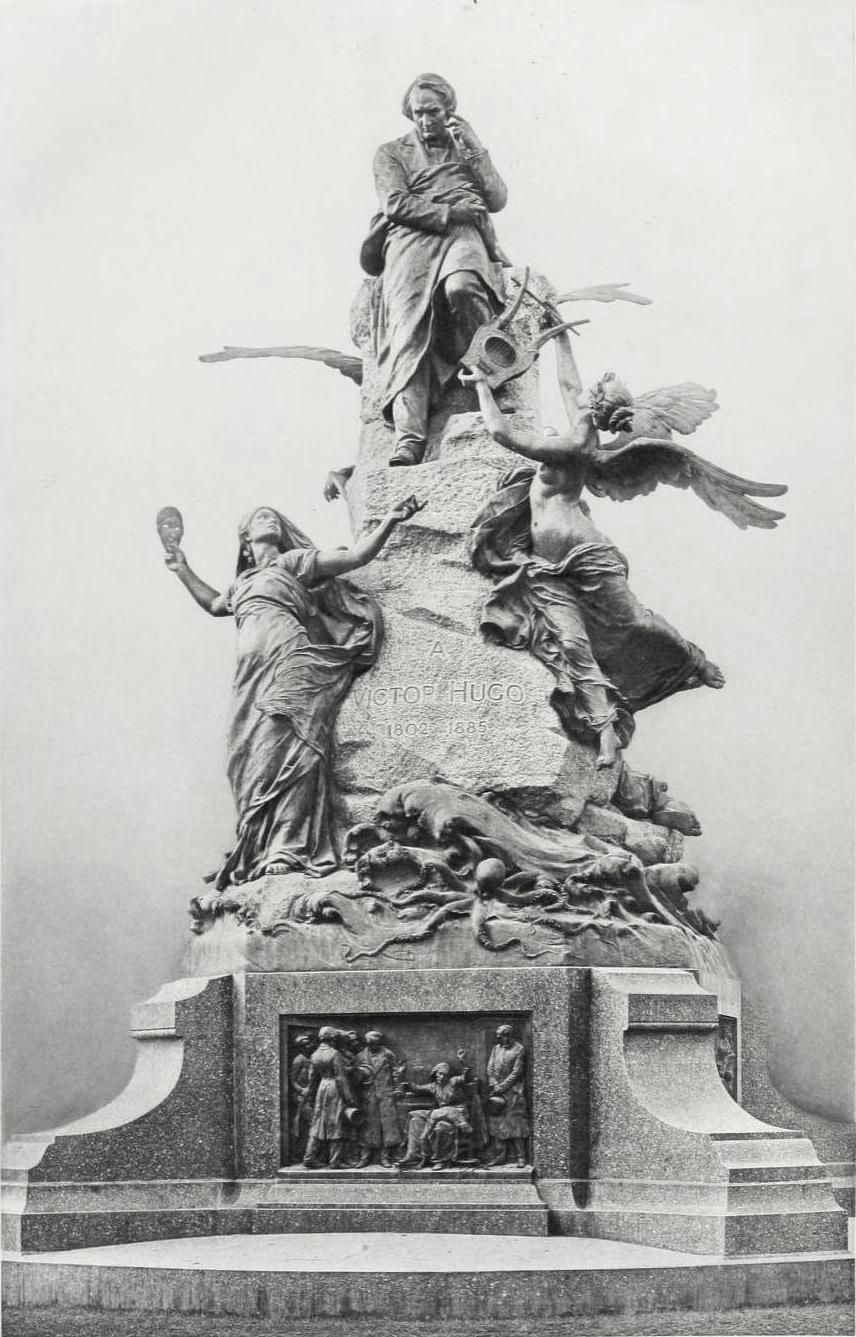
L'ancien monument à la gloire de Victor Hugo.

La fontaine de la place Victor-Hugo ou fontaine Victor-Hugo est une fontaine située au centre de la place Victor-Hugo, dans le 16e arrondissement de Paris.

## Historique
À l'origine, le centre de la place était occupé depuis 1902 par une statue en bronze, sur un socle en pierre, honorant l'écrivain Victor Hugo (il avait vécu dans l'avenue qui porte désormais son nom, au n°124, dans une maison détruite en 1906). Celle-ci, réquisitionnée et fondue pour produire des armes en 1943, pendant l'Occupation allemande de la Seconde Guerre mondiale. Parmi les bas-reliefs de la statue, un se trouve aujourd'hui au musée des beaux-arts de Calais et les trois autres à Veules-les-Roses.
En 1964 est réalisée à son emplacement une fontaine, sur les plans de l'architecte François Davy et du maître verrier Max Ingrand. Inactive pendant plusieurs mois, elle redevient ensuite fonctionnelle.
Ce site est desservi par la station de métro Victor Hugo.
Au début des années 2020, la fontaine est sans eau[réf. nécessaire].

## Description
La fontaine est un bassin circulaire en pierre avec en son centre « trois puissants jets d'eau » qui s’« élèvent au-dessus de trois imposants vases recouverts de congélations en cristal de verre ».